# Alga
Alga (do latim: alga -e, "planta marinha") é o nome comum de um diversificado agrupamento polifilético de organismos fotossintéticos cujo ciclo de vida se completa geralmente em meio aquático, embora algumas espécies habitem no solo, sobre superfícies expostas à luz solar ou sejam fotobiontes em fungos liquenizados. A polifilia do grupo impede que a designação tenha valor taxonómico, embora tenha existido o ora obsoleto reino Algae L., 1751. Por não constituírem um grupo evolutivo único, mas o agrupamento de um conjunto alargado de organismo pertencentes a grupos filogenéticos muito diferentes, as algas são frequentemente definidas por padrão, em geral por simples oposição aos vegetais terrestres pluricelulares.

## Descrição
São seres avasculares, ou seja, não possuem vasos condutores de seiva. Constituem um grande e diversificado grupo de espécies autotróficas, ou seja, que produzem a energia necessária ao seu metabolismo através da fotossíntese. Podem ser unicelulares ou multicelulares. Ainda que algumas apresentem tecidos diferenciados, não possuem raízes, caules ou folhas verdadeiras.
Embora tenham, durante muito tempo, sido consideradas como plantas, apenas as algas verdes têm uma relação evolutiva com as plantas terrestres (Embriófitas); os grupos restantes de algas representam linhas independentes de desenvolvimento evolutivo paralelo.
A disciplina da biologia que estuda as algas é a ficologia (também designada por algologia), tradicionalmente uma especialização da botânica.

## Algas procariontes

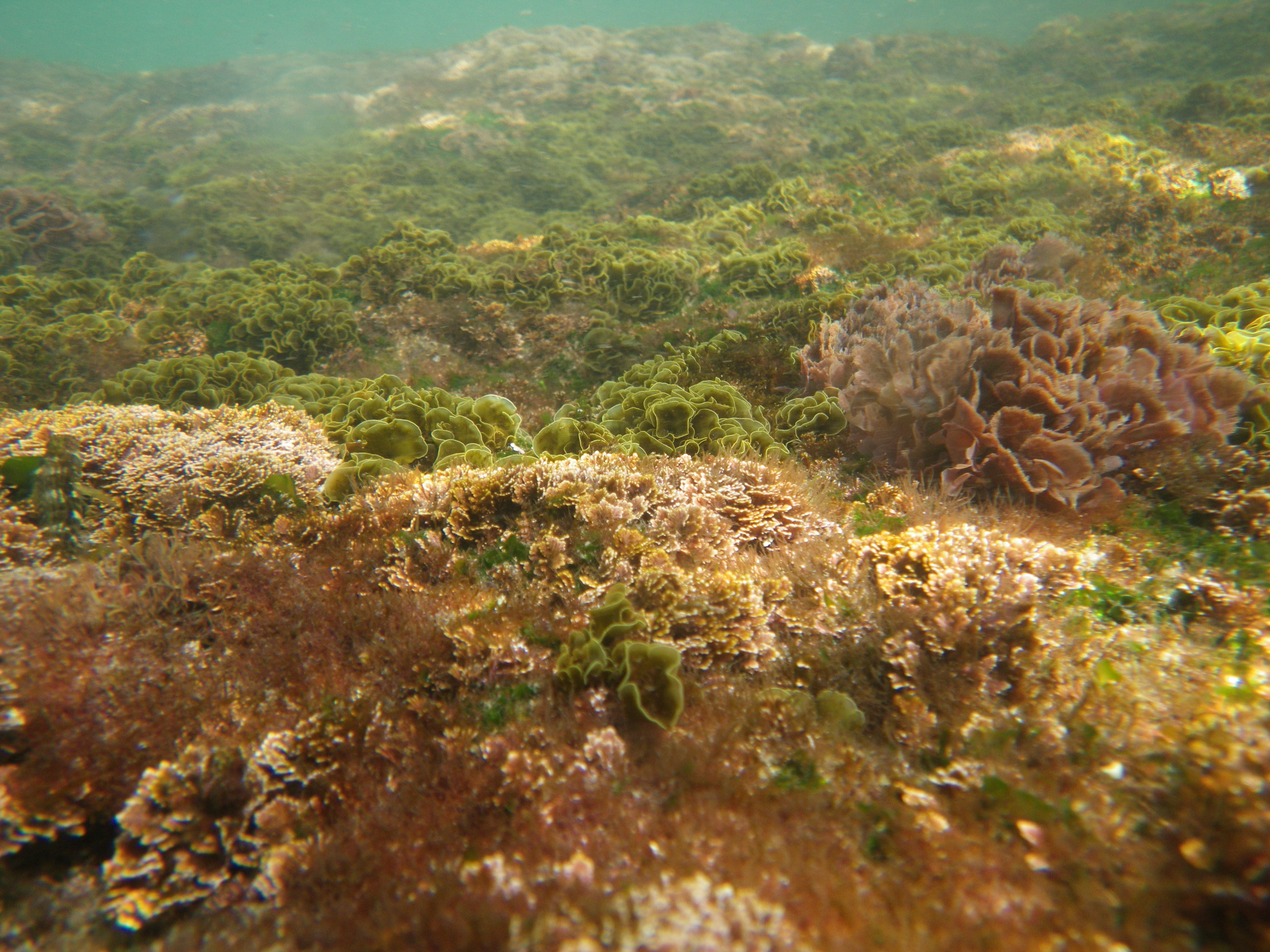
Uma variedade de algas.

### Autótrofos procariotas
As "algas azuis" ou cianofíceas, modernamente classificadas Cyanobacteria como uma divisão dentro do domínio Eubacteria -  bactérias "verdadeiras" (antigo reino Monera) foram os primeiros seres vivos a aparecerem na Terra, com o mais antigo fóssil datado em 3.800 milhões de anos (Pré-Cambriano) e acredita-se que tenham tido um papel preponderante na formação do oxigénio da atmosfera.
Estes organismos têm uma estrutura procariótica, sem uma verdadeira membrana nuclear e com os pigmentos fotossintéticos dispersos no citoplasma.
- Cianobacterias. Pertencem ao domínio Bacteria (Prokaryota ou Monera), mas são fotossintéticas e apresentam clorofila a e ficobilinas como pigmentos auxiliares, ainda que algumas apresentam em seu lugar clorofila b. Antigamente as cianobactérias foram denominadas "cianófitas" ou "algas azuis", mas actualmente se restringe o termo alga aos eucariotas, pelo que não é correcto denominar a este grupo como algas azuis.

Alguns outros grupos de bactérias, como Chloroflexia e Chlorobia, realizam formas de fotossíntese anoxigénica ou oxigénica usando bacterioclorofila em vez de clorofila, mas nunca foram consideradas algas. Também existem arqueas, em concreto Halobacteria, que realizam reacções fotossintéticas, neste caso usando o pigmento bacteriorodopsina.

## Algas eucariontes
Todos os restantes grupos de algas são eucarióticos (com uma verdadeira membrana nuclear) e realizam a fotossíntese usando organelas chamadas cloroplastos. Os cloroplastos contêm DNA e têm uma estrutura semelhante às cianobactérias – pensa-se que evoluíram a partir de uma alga mais "primitiva" que era endossimbionte.
| Grupo                       | Pigmentos fotossintetizantes | Substância de reserva |
| --------------------------- | ---------------------------- | --------------------- |
| Euglenófitas                | Clorofilas A e B             | Paramido              |
| Pirrófitas (Dinoflagelados) | Clorofilas A e C             | Óleo e amido          |
| Crisófitas (Diatomáceas)    | Clorofilas A e C             | Crisolaminarina       |
| Feófitas (algas pardas)     | Clorofilas A e C             | Laminarina e manitol  |
| Rodófitas (algas vermelhas) | Clorofilas A e D             | Amido da florídeas    |
| Clorófitas (algas verdes)   | Clorofilas A e B             | Amido                 |

Há diferentes tipos de cloroplastos, que podem refletir diferentes eventos endosimbióticos. Existem três grupos de organismos que têm cloroplastos "primários":
- As algas verdes e as plantas terrestres;
- As algas vermelhas (Rhodophyta); e
- Glaucophyta.

Nestes grupos, o cloroplasto é rodeado por duas membranas que se pensa terem origem na cianobactéria endosimbionte. Os glaucófitos possuem cloroplastos muito primitivos (denominados "cianelos"), muito semelhantes aos das cianobactérias e mantendo ainda a camada de peptidoglicano entre as duas membranas. Os cloroplastos das algas vermelhas têm uma pigmentação mais próxima das cianobactérias actuais. As algas verdes e as plantas "superiores" tem cloroplastos com clorofilas a e b, esta última encontrada em algumas cianobactérias, mas não na maioria. Estes fatos indicam que provavelmente estes três grupos de plantas têm origem num antepassado comum – uma espécie de alga com uma cianobactéria endossimbionte.
Há dois outros grupos de organismos com clorofila b – as Euglenophyta e as Chlorarachniophyta – mas nestes grupos, os cloroplastos são rodeados, respectivamente, por três e por quatro membranas, que se pensa serem provenientes do próprio ensossimbionte. Os cloroplastos dos Chlorarachniophyta contêm um nucleomorfo reduzido, que poderia ser um resíduo do núcleo do endossimbionte, o que indica que provavelmente são originários de uma alga eucarionte que já possuía cloroplastos. Há uma teoria segundo a qual os cloroplastos da Euglena têm apenas três membranas por terem sido adquiridos por mizocitose em vez de fagocitose.
Os restantes grupos de algas têm cloroplastos com clorofilas a e c – que não são conhecidas em nenhum procarionte, nem nos cloroplastos primários. No entanto, algumas semelhanças genéticas entre estes grupos e as algas vermelhas sugerem que existem relações evolutivas entre todos. São os seguinte estes grupos:
- Heterokonta (divisão Heterokontophyta) incluem as algas douradas, diatomáceas e algas castanhas;
- Haptophyta ou Prymnesiophyta, que têm pigmentos semelhantes aos Heterokonta, mas a estrutura das células é muito diferente, tipicamente com dois flagelos ligeiramente diferentes um do outro e um outro organelo chamado "haptonema", que é superficialmente semelhante a um flagelo, mas que difere no arranjo dos microtúbulos e no comportamento (pertencem a este grupo os cocolitoforídeos);
- Cryptophyta
- Dinoflagelados (Protista)

Nos primeiros três destes grupos (também conhecidos pelo nome Chromista), o cloroplasto possui quatro membranas e, no grupo Cryptomonadina  mantém o nucleomorfo. O cloroplasto do dinoflagelado típico possui apenas três membranas, mas este grupo apresenta considerável variabilidade nos cloroplastos. Os Flagelado não possuem cloroplastos típicos, mas sim plastídeos.
As "algas verdes" são modernamente agrupadas em duas linhagens dentro do reino Plantae (ou Viridaeplantae):
- um grupo que inclui as classes Prasinophyta (que está ainda em estudo, pensando-se que pode ser parafilética), Chlorophyceae, Trebouxiophyceae (anteriormente considerada a ordem Microthmaniales) e Ulvophyceae.
- o outro grupo, o clade Streptophyta, inclui as ordens Chlorokybales, Klebsormidiales, Zygnematales, Charales, Coleochaetales e os embriófitos, ou seja, as plantas terrestres. Estas ordens estavam anteriormente colocadas dentro duma classe Charophyceae, dentro da tradicional divisão Chlorophyta, mas estudos filogenéticos recentes levaram a adotar a presente classificação.

## Formas de organização das algas quimiossintetizantes
A organização de algas também é chamada de talo. Muitas espécies de algas são seres unicelulares, vivendo livres na água e movendo-se com o auxílio de flagelos ou por movimento amebóide. Algumas espécies não têm movimento próprio e ocorrem no meio ambiente quer na forma cocóide (de coccus, o tipo mais simples de bactéria), quer na forma capsóide, cobertas de mucilagem. No entanto, mesmo as algas unicelulares se agrupam por vezes em formas coloniais, móveis ou não. Alguns destes tipos de organização, que podem ocorrer ao longo do ciclo de vida duma espécie, são:
- colónia simples – pequenos grupos de células móveis (exemplo: Volvox)
- colónia palmelóide – grupo de células sem mobilidade embebidas em mucilagem
- filamento – uma fiada de células unidas, quer pelas paredes celulares, quer por mucilagem; por vezes ramificados
- colónia parenquimatosa – grandes grupos de células formando um pseudo-talo, por vezes com diferenciação parcial de tecidos.

As algas castanhas, vermelhas e alguns grupos de algas verdes apresentam indivíduos com tecidos totalmente diferenciados em órgãos parcialmente equivalentes aos das plantas verdes. O corpo do indivíduo é chamado talo e em muitos casos apresenta um estipe, parecido com um caule, mas sem tecidos vasculares, um órgão de fixação que se pode assemelhar a uma raiz, e lâminas foliares, parecidas com verdadeiras folhas.
As formas mais complexas encontram-se na ordem Charales, que aparentemente são os parentes mais próximos das plantas verdes.

## Ecologia das algas
As algas têm um importante papel na biosfera (pensa-se que foram elas as primeiras produtoras de oxigénio no nosso planeta). No presente, elas são responsáveis pela maior parte da produção nos ecossistemas aquáticos: como produtores primários, elas formam a base da cadeia alimentar desses ecossistemas.
As macroalgas marinhas, ou seja, as que têm dimensões maiores que as do fitoplâncton, como as algas verdes, vermelhas e castanhas, podem, por vezes colonizar grandes porções do substrato, fornecendo refúgio, alimento e mesmo substrato secundário a uma grande variedade de organismos, tornando-se num microhabitat específico dentro de um ecossistema maior.
Algumas algas são excelentes indicadores de determinados problemas ecológicos. Por exemplo, quando se vê um tapete de alfaces-do-mar ou de algas azuis numa zona, isso é normalmente indicador de poluição por excesso de efluentes nitrogenados.
Por vezes, as algas planctónicas multiplicam-se demasiado – normalmente em condições de temperatura óptima e de nutrientes abundantes – formando o que se chama "flor-da-água". Este fenômeno pode ser uma indicação de poluição, como indicado acima, e pode levar à destruição da biodiversidade duma massa de água (lago, estuário), uma vez que as algas que morrem são decompostas, levando à diminuição do oxigénio na água. Mas pode também ser um fenômeno natural, que desaparece quando a temperatura muda e quando os nutrientes são esgotados pelas algas; nesse caso, a população planctónica normalmente regressa aos níveis normais.
Um fenômeno semelhante mas mais grave acontece quando, associadas à poluição, o grande acúmulo de nutrientes provoca um aumento desenfreado das algas Pirrofíceas (Alga Cor-de-Fogo), formando o que se chama maré vermelha. Nesta situação, estes organismos produzem toxinas avermelhadas e podem provocar a morte de uma grande quantidade de peixes e mesmo de aves ou outros animais que deles se alimentam.

## Importância das algas para o ser humano
Além da sua importância ecológica, muitas espécies de algas têm importância econômica para o ser humano. Algumas são utilizadas como alimento (ver kombu e nori), outras como matéria-prima para a produção de espessantes: de certas Feofícias extrai-se a algina, utilizada na indústria alimentar e de cosméticos; de algumas Rodofícias, obtém-se o ágar, usado na indústria farmacêutica e para a produção de meios-de-cultura de fungos e bactérias em laboratórios.
Muitas diatomáceas, que produzem um esqueleto silicioso, são utilizadas na indústria de tintas e de filtros.

### Algacultura
O cultivo de algas ou algacultura é uma forma de aquacultura que se dedica ao cultivo de espécies de algas. Os primeiros registros de cultivo foram encontrados na China e datam de 2700 aC, sendo as algas atualmente produzidas por diversos países visto que possuem um amplo espectro de aplicações por serem ricas em nutrientes, carboidratos, vitaminas, carotenoides e outros compostos de interesse. 
Dentre as aplicações das algas vale citar a produção de biomassa para tratamento de efluentes, produção de biocombustíveis através do acúmulo de carboidratos e óleos por estresse, produção de hidrocoloides como ágar e carragena utilizados como estabilizantes, bem como aplicação na indústria de cosméticos e na alimentação humana e animal. 

### Consumo de algas pelos nativos das Américas
As algas faziam parte da dieta dos ameríndios, assim como os fungos, liquens, musgos, uma grande variedade de vegetais, animais invertebrados e vertebrados, e elementos constituintes do solo.
Os nativos Yurok, Hupa, Yuki e os Pomo da Califórnia coletavam a alga marinha do gênero Porphyra spp. e a usavam como alimento. Os Yurok pressionavam uma quantidade de algas enquanto estavam úmidas dando-lhes a aparência de pão. Os pães eram secos ao sol e depois ingeridos crus. Os Hupa a apreciavam devido à presença do sal. Os Yuki e os Pomo preferiam assar as algas, mas também as ingeriam cruas.

## Classificação
- Na antiga classificação taxonômica de Jussieu, Algae é uma ordem botânica da classe Acotyledones.